# Curiosity Killed the Cat
Curiosity Killed the Cat è stato un gruppo musicale pop inglese formato nel 1984.
La formazione era composta da Ben Volpeliere-Pierrot alla voce, Julian Godfrey Brookhouse alla chitarra, Nick Thorp al basso e Migi Drummond alla batteria. Lo stile variava tra acid jazz, soul, funky e pop. Il gruppo è attivo sino al 1993 e vanta tre album in studio, di cui uno postumo nel 1994. Il  nome deriva da un motto popolare inglese, traducibile con "la curiosità uccise il gatto", e dal significato paragonabile al proverbio italiano "tanto va la gatta al lardo che ci lascia lo zampino".

## Carriera
Nell'aprile 1987 pubblicano un primo album, Keep Your Distance, che raggiunge il primo posto della classifica inglese. L'album viene lanciato dal singolo Misfit, nel cui video compare l'artista pop Andy Warhol, evento che porrà il gruppo all'attenzione del pubblico e della critica. Warhol in seguito collaborerà occasionalmente col gruppo, portandolo a suonare anche nei locali di New York e comparendo in altri video ed esibizioni dal vivo.
Nel 1989 esce il secondo album per la Polygram Records, Get Ahead. L'album viene lanciato dal singolo Name and Numbers, il cui ritornello «Hey, how you doin'?», diverrà molto popolare due anni dopo grazie al gruppo rap De La Soul con la loro versione Ring Ring Ring (Ha Ha Hey). L'album non riesce a replicare il successo del precedente, e la Polygram cessa il contratto col gruppo. Tre anni dopo, col nome abbreviato in "Curiosity", tornano con una cover di Johnny Bristol, Hang On In There Baby, seguita un anno dopo da altre cover quali I Need Your Lovin' and Gimme the Sunshine, che però non riescono a ottenere successo. Per tale motivo, nel 1994, il gruppo ormai sciolto pubblicherà il terzo e ultimo album, Back to Front, solamente in Giappone.
Nel 1996 Ben Volpelier-Pierrot collabora con il duo italiano Double Dee dando vita al progetto 2 Men 4 Soul pubblicato dalla Irma Records.
Negli anni 2000 il cantante Volpeliere-Pierrot continuerà a esibirsi da solista nei locali londinesi col nome Curiosity Killed the Cat. Nel decennio precedente invece aveva preso parte al progetto italiano Datura prestando la sua voce nel singolo "I Love To Dance" che ottenne un buon riscontro.

## Formazione
- Ben Volpeliere-Pierrot (Martin Benedict Volpeliere-Pierrot, 19 maggio 1965, Londra) - voce
- Julian Godfrey Brookhouse (15 maggio 1963, Londra) - chitarra
- Nick Thorp (Nicholas Bernard Thorp, 25 ottobre 1964, Londra) - basso e tastiera
- Migi Drummond (Miguel John Drummond, 27 gennaio 1964, Londra) - batteria

## Discografia

### Album
- 1987 - Keep Your Distance
- 1989 - Get Ahead
- 1994 - Back to Front (pubblicato in Giappone come "Curiosity")

### Singoli
- 1986 - Misfit
- 1986 - Down to Earth
- 1987 - Ordinary Day
- 1987 - Misfit (riedizione 1987)
- 1987 - Free
- 1989 - Name and Number
- 1989 - First Place